# SupeRally
SupeRally – system spotykany w rajdach samochodowych, umożliwiający kontynuację rywalizacji na rajdzie załodze, która wycofała się z powodu awarii lub wypadku.
W przypadku awarii lub wypadku załoga może skorzystać z tego systemu, dzięki czemu znajdzie się w końcowej klasyfikacji etapu, co umożliwi jej kontynuowanie rywalizacji następnego dnia lub ukończenie rajdu. Za każdy nieukończony odcinek specjalny załoga otrzymuje czas zwycięzcy w klasie powiększony o 5 minut.
System SupeRally z powodzeniem stosowany jest w wielu cyklach mistrzowskich rajdów samochodowych, w tym w Mistrzostwach Świata i Mistrzostwach Polski.